# Середні десантні кораблі проєкту 770
Середні десантні кораблі проєкту 770 (за класифікацією НАТО Polnocny-class) — великий клас десантних кораблів. Вони були розроблені у Польщі у кооперації з радянським флотом і будувались у Польщі протягом 1967 - 2002 рр. Досі входять до складу флотів декількох країн і деякі були перероблені для цивільного використання. Кодифікована назва проєкту походить від назви Stocznia Północna (Північна верф) у Ґданську, де їх будували. Станом на 1986 рік було побудовано 107 одиниць (останні 16 на Stocznia Marynarki Wojennej (Верф військового флоту) у Гдині, Польща). У 2002 році у Гдині було побудовано один корабель сучасного проєкту NS-722 для Ємену. До 1963 року класифікувались, як танкодесантні кораблі.

## Характеристики
Десантні кораблі проєкту 770 класифікуються у ВМФ Російської федерації, як середні десантні кораблі і є меншим еквівалентом західних танко-десантних кораблів. Вони оснащені носовими апарелями, які дозволяють безпосереднє десантування на берег. Варіант проєкту 773 (The Polnocny-C) може нести 8 бронетранспортерів, або 250 тонн вантажів. На відміну від західних аналогів, ці кораблі можуть забезпечувати достатню вогневу підтримку для десанту за допомогою бортових систем залпового вогню. Інше озброєння складають протиповітряні засоби та зенітні ракети короткого радіуса дії.

## Варіанти
Клас кораблів складається з декількох підкласів, що різняться за розміром та місткістю:
- Проєкт 770 (Polnocny-A) (збудовано 46):

Водотоннажність: 800 тонн повного завантаження
Довжина: 73 м
Швидкість: 19 вузлів (35 км/год)
- Проєкт 771 (Polnocny-B) (збудовано 36):

Водотоннажність: 834 тонн повного завантаження
Довжина: 73 м
Швидкість: 18 вузлів (33 км/год)
- Проєкт 773 (Polnocny-C) (збудовано 24)

Водотоннажність: 1150 тонн повного завантаження
Довжина: 81.3 м
Швидкість: 18 вузлів (33 км/год)
- Проєкт 776 (Модифікований Polnocny-C) Десантний корабель управління (збудовано 1)

Водотоннажність: 1253 тонн повного завантаження
Довжина: 81.3 м
Швидкість: 18 вузлів (33 км/год)
- Проєкт 773-У (Polnocny-D) (збудовано 4)

Водотоннажність: 1233 тонн повного завантаження
Довжина: 81.3 м
Швидкість: 16 вузлів (30 км/год)
Авіаційне оснащення: Одна гелікоптерна платформа
- NS-722 class (збудовано 1 у 2002 році)

Водотоннажність: 1,410 тонн повного завантаження
Довжина: 88.7 м
Швидкість: 17 вузлів (31 км/год)
Авіаційне оснащення: Одна гелікоптерна платформа

## Оператори
За рахунок великої кількості побудованих одиниць, кораблі проєкту довгий час складали основу радянських морських десантних сил і забезпечували радянській морській піхоті ефективні спроможності проєкції сили. Вони були поступово заміщені на користь суден на повітряні подушці та декільна досі знаходяться у строю.

### Поточні оператори
- Ангола: 3 кораблі
- Алжир: 1 Polnocny-B
- Азербайджан: 2 Polnocny-A, 2 Polnocny-B
- Болгарія: 2 Polnocny-A (1 знятий, 1 використовується [2])
- Єгипет: 3 Polnocny-A
- Індія: 4 Polnocny-D

- Лівія: 2 Polnocny-C[3][4][5]
- Росія: 6 Polnocny-B
- Сирія: 3 Polnocny-B

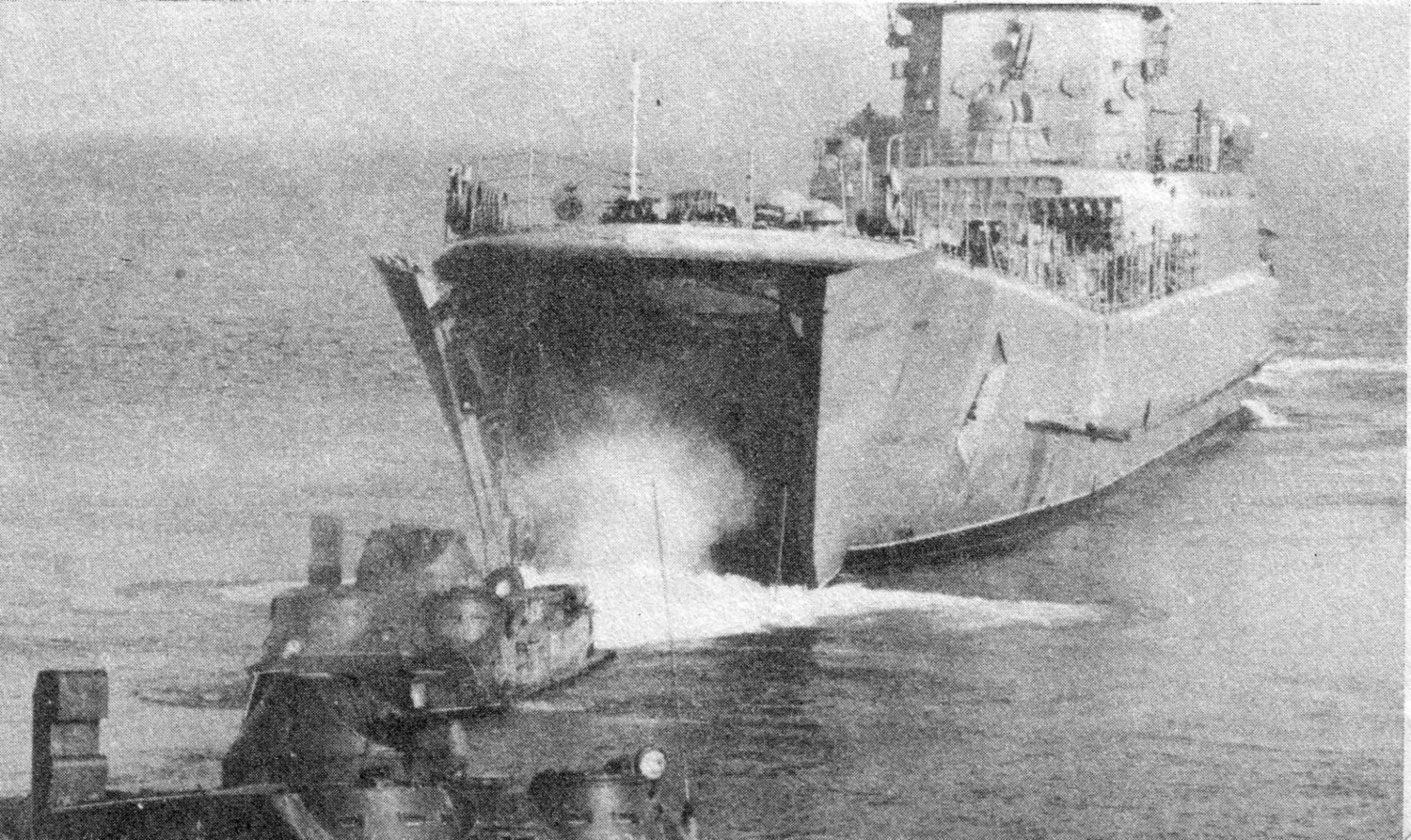
Польський десантний корабель TOPAS. TBiU 53 WMON класу Polnocny вивантажує бронетранспортери.

- Україна: 1 Polnocny-C (L401 «Юрій Олефіренко»)
- В'єтнам: 3 Polnocny-B
- Ємен: 1 NS-722[6][7]

### Колишні оператори
- Куба
- Ефіопія
- Ірак
- Польща
- Сомалі

## Зовнішні посилання
- www.globalsecurity.org [Архівовано 25 березня 2015 у Wayback Machine.]
- Indian Navy Polnochy class landing ship [Архівовано 17 березня 2015 у Wayback Machine.] Bharat-rakshak.com
- All Polnocny-A Class Landing Ships - Complete Ship List [Архівовано 3 травня 2016 у Wayback Machine.]
- All Polnocny-B Class Landing Ships - Complete Ship List [Архівовано 3 травня 2016 у Wayback Machine.]
- All Polnocny-C Class Landing Ships - Complete Ship List [Архівовано 21 квітня 2016 у Wayback Machine.]
- Михайло Жирохов (8 травня 2018). Опора української морської піхоти. uprom.info. Національний промисловий портал. Архів оригіналу за 9 травня 2018. Процитовано 9 травня 2018.